# Starbuck (Washington)
Starbuck je gradić u američkoj saveznoj državi Washington. Prema popisu stanovništva iz 2010. u njemu je živjelo 129 stanovnika.